# Concistori di papa Pio XII

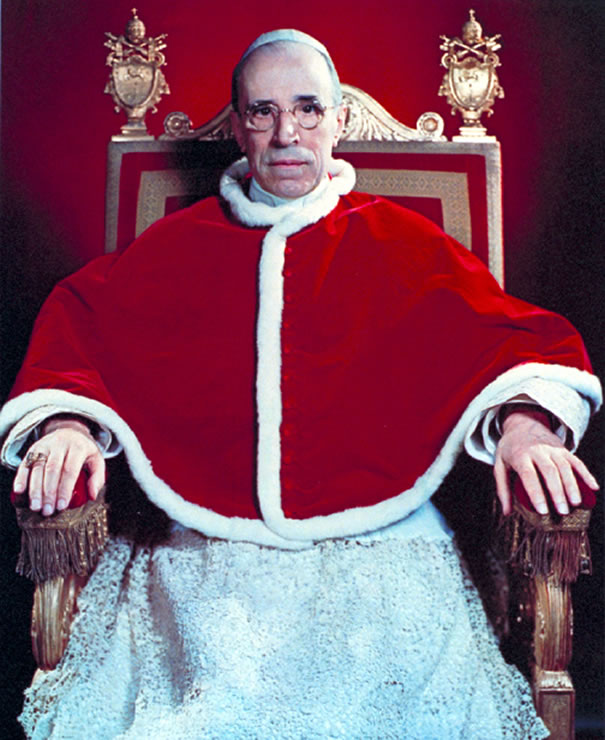
Pio XII, fotografia di Yousuf Karsh (1949)

Questa voce raccoglie l'elenco completo dei concistori per la creazione di nuovi cardinali presieduti da papa Pio XII, con l'indicazione di tutti i cardinali creati (56 nuovi cardinali in 2 concistori, provenienti da 25 nazioni). Tra i porporati figurano tre futuri beati, Clemens August von Galen, Alojzije Stepinac e Stefan Wyszyński, e un santo, il futuro papa Giovanni XXIII, il quale fu anche il suo immediato successore al soglio pontificio. I nominativi sono posti in ordine di creazione.

## 18 febbraio 1946
Fu il primo concistoro dopo quasi dieci anni: l'ultimo infatti si era tenuto nel 1937, prima dello scoppio della seconda guerra mondiale. Il numero dei cardinali creati fu elevato per la necessità di aumentare il numero di membri del Sacro Collegio, divenuto esiguo:
- Krikor Bedros XV Aghagianian, patriarca di Cilicia degli Armeni (Libano); creato cardinale presbitero di San Bartolomeo all'Isola; deceduto il 16 maggio 1971;
- John Joseph Glennon, arcivescovo metropolita di Saint Louis (Stati Uniti d'America); creato cardinale presbitero di San Clemente; deceduto il 9 marzo 1946;
- Benedetto Aloisi Masella, arcivescovo (titolo personale) titolare di Cesarea di Mauritania, nunzio apostolico in Brasile; creato cardinale presbitero di Santa Maria in Vallicella; deceduto il 30 settembre 1970;
- Clemente Micara, arcivescovo titolare di Apamea di Siria, nunzio apostolico in Belgio; creato cardinale presbitero di Santa Maria sopra Minerva; deceduto l'11 marzo 1965;
- Adam Stefan Sapieha, arcivescovo metropolita di Cracovia (Polonia); creato cardinale presbitero di Santa Maria Nuova; deceduto il 21 luglio 1951;
- Edward Aloysius Mooney, arcivescovo metropolita di Detroit (Stati Uniti d'America); creato cardinale presbitero di Santa Susanna; deceduto il 25 ottobre 1958;
- Jules-Géraud Saliège, arcivescovo metropolita di Tolosa (Francia); creato cardinale presbitero di Santa Pudenziana; deceduto il 5 novembre 1956;
- James Charles McGuigan, arcivescovo metropolita di Toronto (Canada); creato cardinale presbitero di Santa Maria del Popolo; deceduto il 6 aprile 1974;
- Samuel Alphonsius Stritch, arcivescovo metropolita di Chicago (Stati Uniti d'America); creato cardinale presbitero di Sant'Agnese fuori le mura; deceduto il 26 maggio 1958;
- Agustín Parrado y García, arcivescovo metropolita di Granada (Spagna); creato cardinale presbitero di Sant'Agostino; deceduto l'8 ottobre 1946;
- Clément-Emile Roques, arcivescovo metropolita di Rennes (Francia); creato cardinale presbitero di Santa Balbina; deceduto il 4 settembre 1964;
- Johannes de Jong, arcivescovo metropolita di Utrecht (Paesi Bassi); creato cardinale presbitero di San Clemente (titolo ricevuto il 12 ottobre 1946); deceduto l'8 settembre 1955;
- Carlos Carmelo de Vasconcelos Motta, arcivescovo metropolita di San Paolo (Brasile); creato cardinale presbitero di San Pancrazio fuori le mura; deceduto il 18 settembre 1982;
- Pierre-André-Charles Petit de Julleville, arcivescovo metropolita di Rouen (Francia); creato cardinale presbitero di Santa Maria in Aquiro (pro illa vice); deceduto il 10 dicembre 1947;
- Norman Thomas Gilroy, arcivescovo metropolita di Sydney (Australia); creato cardinale presbitero dei Santi Quattro Coronati; deceduto il 21 ottobre 1977;
- Francis Joseph Spellman, arcivescovo metropolita di New York (Stati Uniti d'America); creato cardinale presbitero dei Santi Giovanni e Paolo; deceduto il 2 dicembre 1967;
- José María Caro Rodríguez, arcivescovo metropolita di Santiago (Cile); creato cardinale presbitero di Santa Maria della Scala (pro illa vice); deceduto il 4 dicembre 1958;
- Teodósio Clemente de Gouveia, arcivescovo metropolita di Lourenço Marques (Mozambico portoghese); creato cardinale presbitero di San Pietro in Vincoli; deceduto il 6 febbraio 1962;
- Jaime de Barros Câmara, arcivescovo metropolita di Rio de Janeiro (Brasile); creato cardinale presbitero dei Santi Bonifacio e Alessio; deceduto il 18 febbraio 1971;
- Enrique Pla y Deniel, arcivescovo metropolita di Toledo (Spagna); creato cardinale presbitero di San Pietro in Montorio; deceduto il 5 luglio 1968;
- Manuel Arteaga y Betancourt, arcivescovo metropolita di L'Avana (Cuba); creato cardinale presbitero di San Lorenzo in Lucina; deceduto il 20 marzo 1963;
- Josef Frings, arcivescovo metropolita di Colonia (Germania occupata); creato cardinale presbitero di San Giovanni a Porta Latina; deceduto il 17 dicembre 1978;
- Juan Gualberto Guevara, arcivescovo metropolita di Lima (Perù); creato cardinale presbitero di Sant'Eusebio; deceduto il 27 novembre 1954;
- Bernard William Griffin, arcivescovo metropolita di Westminster (Inghilterra); creato cardinale presbitero dei Andrea e Gregorio al Monte Celio; deceduto il 20 agosto 1956;
- Manuel Arce y Ochotorena, arcivescovo metropolita di Tarragona (Spagna); creato cardinale presbitero dei Santi Vitale, Valeria, Gervasio e Protasio; deceduto il 16 settembre 1948;
- József Mindszenty, arcivescovo metropolita di Esztergom (Ungheria); creato cardinale presbitero di Santo Stefano al Monte Celio; deceduto il 6 maggio 1975;
- Ernesto Ruffini, arcivescovo metropolita di Palermo (Italia); creato cardinale presbitero di Santa Sabina; deceduto l'11 giugno 1967;
- Konrad von Preysing Lichtenegg-Moos, vescovo di Berlino (Germania occupata); creato cardinale presbitero pro hac vice di Sant'Agata de' Goti; deceduto il 21 dicembre 1950;
- beato Clemens August von Galen, vescovo di Münster (Germania occupata); creato cardinale presbitero di San Bernardo alle Terme; deceduto il 22 marzo 1946; beatificato nel 2005;
- Antonio Caggiano, vescovo di Rosario (Argentina); creato cardinale presbitero di San Lorenzo in Panisperna; deceduto il 23 ottobre 1979;
- Thomas Tien Ken-sin, S.V.D., vescovo titolare di Ruspe, vicario apostolico di Qingdao (Repubblica di Cina); creato cardinale presbitero di Santa Maria in Via; deceduto il 24 luglio 1967;
- Giuseppe Bruno, segretario della S.C. del Concilio; creato cardinale diacono di Sant'Eustachio; deceduto il 10 novembre 1954.

Dopo questo concistoro, per la prima volta dopo secoli, gli italiani passarono da maggioranza assoluta a maggioranza relativa nel Collegio cardinalizio. Questo passaggio è stato poi confermato da tutti i concistori successivi, sia dello stesso Pio XII che dei suoi successori. Comparando questo concistoro ai precedenti, si nota infatti il numero molto basso di italiani creati cardinali (quattro), mentre sono ben undici (più di un terzo) i porporati provenienti dal continente americano; inoltre, vi è un solo cardinale "di curia" su trentadue nominati. Nella quasi totalità (29 su 32), i nuovi cardinali sono vescovi diocesani. Inoltre, in questo concistoro, sono stati nominati i primi porporati provenienti da Australia, Cina, Cile, Cuba e Perù.

## 12 gennaio 1953
A distanza di sette anni dal primo si tenne il secondo e ultimo concistoro di Pio XII. Anche in questo caso il numero di nuovi porporati fu elevato. Fra di essi, Pio XII nominò cardinale colui che sarebbe diventato il suo immediato successore, Angelo Giuseppe Roncalli. In questo concistoro furono creati i primi cardinali di Colombia, Ecuador e India. I ventiquattro nuovi cardinali furono:
- Celso Costantini, arcivescovo (titolo personale) titolare di Teodosiopoli d'Arcadia, segretario della S.C. Propaganda Fide; cardinale presbitero dei Santi Nereo e Achilleo; deceduto il 17 ottobre 1958;
- Augusto Álvaro da Silva, arcivescovo metropolita di São Salvador da Bahia (Brasile); creato cardinale presbitero pro illa vice di Sant'Angelo in Pescheria; deceduto il 14 agosto 1968;
- Gaetano Cicognani, arcivescovo titolare di Ancira, nunzio apostolico in Spagna; creato cardinale presbitero di Santa Cecilia (titolo ricevuto il 29 ottobre); deceduto il 5 febbraio 1962;
- sant'Angelo Giuseppe Roncalli, arcivescovo titolare di Mesembria, nunzio apostolico in Francia; cardinale presbitero di Santa Prisca (titolo ricevuto il 29 ottobre); poi eletto papa con il nome di Giovanni XXIII il 28 ottobre 1958; deceduto il 3 giugno 1963; beatificato il 3 settembre 2000; canonizzato il 27 aprile 2014;
- Valerio Valeri, arcivescovo titolare di Efeso, assessore della S.C. per le Chiese Orientali; creato cardinale presbitero di San Silvestro in Capite; deceduto il 22 luglio 1963;
- Pietro Ciriaci, arcivescovo titolare di Tarso, nunzio apostolico in Portogallo; creato cardinale presbitero di Santa Prassede (titolo ricevuto il 29 ottobre); deceduto il 30 dicembre 1966;
- Francesco Borgongini Duca, arcivescovo titolare di Eraclea di Europa, nunzio apostolico in Italia; creato cardinale presbitero di Santa Maria in Vallicella; deceduto il 4 ottobre 1954;
- Maurice Feltin, arcivescovo metropolita di Parigi (Francia); creato cardinale presbitero di Santa Maria della Pace; deceduto il 27 settembre 1975;
- Marcello Mimmi, arcivescovo metropolita di Napoli (Italia); creato cardinale presbitero di San Callisto; deceduto il 6 marzo 1961;
- Carlos María Javier de la Torre, arcivescovo metropolita di Quito (Ecuador); creato cardinale presbitero pro hac vice di Santa Maria in Aquiro; deceduto il 31 luglio 1968;
- beato Alojzije Stepinac, arcivescovo metropolita di Zagabria (Jugoslavia); creato cardinale presbitero; gli fu impedito di recarsi a Roma per ricevere il titolo; deceduto il 10 febbraio 1960; beatificato il 3 ottobre 1998;
- Georges-François-Xavier-Marie Grente, arcivescovo-vescovo di Le Mans (Francia); creato cardinale presbitero di San Bernardo alle Terme; deceduto il 5 maggio 1959;
- Giuseppe Siri, arcivescovo metropolita di Genova (Italia); creato cardinale presbitero di Santa Maria della Vittoria; deceduto il 2 maggio 1989;
- John Francis D'Alton, arcivescovo metropolita di Armagh (Irlanda); creato cardinale presbitero pro hac vice di Sant'Agata dei Goti; deceduto il 1º febbraio 1963;
- James Francis Aloysius McIntyre, arcivescovo metropolita di Los Angeles (Stati Uniti d'America); creato cardinale presbitero di Sant'Anastasia; deceduto il 16 luglio 1979;
- Giacomo Lercaro, arcivescovo metropolita di Bologna (Italia); creato cardinale presbitero di Santa Maria in Traspontina; deceduto il 18 ottobre 1976 ;
- beato Stefan Wyszyński, arcivescovo metropolita di Gniezno e di Varsavia (Polonia); creato cardinale presbitero di Santa Maria in Trastevere (titolo ricevuto il 18 maggio 1957); deceduto il 28 maggio 1981; beatificato il 12 settembre 2021;
- Benjamín de Arriba y Castro, arcivescovo metropolita di Tarragona (Spagna); cardinale presbitero dei Santi Vitale, Valeria, Gervasio e Protasio (titolo ricevuto il 29 ottobre); deceduto l'8 marzo 1973;
- Fernando Quiroga y Palacios, arcivescovo metropolita di Santiago de Compostela (Spagna); creato cardinale presbitero di Sant'Agostino (titolo ricevuto il 29 ottobre); deceduto il 7 dicembre 1971;
- Paul-Émile Léger, P.S.S., arcivescovo metropolita di Montréal (Canada); creato cardinale presbitero di Santa Maria degli Angeli; deceduto il 13 novembre 1991;
- Crisanto Luque Sánchez, arcivescovo metropolita di Bogotà (Colombia); creato cardinale presbitero pro illa vice dei Santi Cosma e Damiano; deceduto il 7 maggio 1959;
- Valerian Gracias, arcivescovo metropolita di Bombay (India); creato cardinale presbitero pro hac vice di Santa Maria in Via Lata; deceduto l'11 settembre 1978;
- Joseph Wendel, arcivescovo metropolita di Monaco e Frisinga (Germania Ovest); creato cardinale presbitero di Santa Maria Nuova; deceduto il 31 dicembre 1960;
- Alfredo Ottaviani, pro-segretario della S.C. del Sant'Uffizio; creato cardinale diacono di Santa Maria in Domnica; deceduto il 3 agosto 1979.

In questo concistoro fu, a differenza del precedente, meno marcata l'esiguità degli italiani, anche se essi comunque non ritornarono in maggioranza assoluta nel collegio cardinalizio. In continuità con il concistoro precedente, invece, in grande maggioranza (17 su 24) i nuovi cardinali furono vescovi diocesani; accanto ad essi tre cardinali "di curia" e quattro diplomatici della Santa Sede.
Il neo-cardinale croato Alojzije Stepinac non poté recarsi a Roma per la cerimonia perché si trovava confinato in carcere dalle autorità jugoslave.
Pio XII avrebbe creato cardinale in quella stessa occasione anche il patriarca di Venezia Carlo Agostini, che però morì dopo l'annuncio, il 28 dicembre 1952, pochi giorni prima del concistoro. 
Al suo posto, alla sede di Venezia, il papa elesse proprio uno dei neo-cardinali: Angelo Giuseppe Roncalli, futuro papa Giovanni XXIII.
Mentre, per raggiungere il plenum di 70 cardinali, fissato da Sisto V nel 1588, al posto del defunto Carlo Agostini venne aggiunto il nome dell'indiano Valerian Gracias, arcivescovo metropolita di Bombay.

## Nazioni con i primi cardinali autoctoni
Nei concistori presieduti da papa Pio XII, sono 8 le nazioni che hanno avuto il loro primo cardinale autoctono nella storia della Chiesa cattolica.

### Suddivisione per concistoro
| Concistoro    | Nazioni                                 | Totale |
| ------------- | --------------------------------------- | ------ |
| Febbraio 1946 | - Australia - Cina - Cile - Cuba - Perù | 5      |
| Gennaio 1953  | - Ecuador - Colombia - India            | 3      |
| TOTALE        | TOTALE                                  | 8      |

### Suddivisione per continente
| Continente | Nazioni                                   | Totale |
| ---------- | ----------------------------------------- | ------ |
| America    | - Cile - Colombia - Cuba - Ecuador - Perù | 5      |
| Asia       | - Cina - India                            | 2      |
| Oceania    | - Australia                               | 1      |
| TOTALE     | TOTALE                                    | 8      |